# Sana Budaya
Sana Budaya is een Javaanse culturele vereniging in Suriname, gevestigd aan de Jozef Israëlstraat.
Het centrum werd op 28 oktober 1995 in Geyersvlijt, Paramaribo, geopend door president Soeharto van Indonesië tijdens diens staatsbezoek aan Suriname. Het centrum werd opgericht met financiële hulp van Indonesië.
Het centrum richt zich op en ondersteunt de organisatie van voorstellingen en lessen in Javaanse podiumkunsten, zoals dans, muziek, wajang en pencak silat. Een van de groepen die verbonden is aan het centrum, is 4S-dance company (voorheen Sana Budaya Dance Company) onder leiding van Dwight Warsodikromo, die ook buiten Suriname optreedt. Daarnaast houdt het zich met andere activiteiten voor de Javaanse bevolkinggroep bezig, variërend van voetbal (met een eigen voetbalveld) tot de jaarlijkse herdenking van de aankomst van Javanen samen met de Vereniging Herdenking Javaanse Immigratie (VHJI). Tijdens de coronacrisis in Suriname bood het plaats aan de eerste drive-tru van Suriname voor vaccinaties tegen het virus. In 2023 opende president Santokhi het documentatiecentrum over het Surinaams-Javaans cultureel erfgoed van het centrum. Op het terrein is ook de Soeki Irodikromo Volksacademie gevestigd.
Op het terrein bevindt zich het monument ter herinnering aan 100 jaar Javaanse immigratie. Er schuin tegenover bevindt zich de Javaanse Saoenahmarkt.